# Cephalanthera ericiflora
Cephalanthera ericiflora là một loài thực vật có hoa trong họ Lan. Loài này được Szlach. & Mytnik mô tả khoa học đầu tiên năm 2008.